# Taron
Taron (armeni: Տարոն; en armeni occidental Daron; grec: Ταρών, Tarōn; llatí: Taraunitis) fou una regió d'Armènia feu originari dels Mamiconis i més tard d'una branca bagràtida.
El nom deriva de les muntanyes del Taure. La capital fou la ciutat de Muş (avui Muş) a la riba del Murad Su. S'estenia per les dues parts del Murad Su, al nord fins al Peris Su i al sud fins a les muntanyes de Sassun i Khoit (a l'est de Sassun) que el separaven del Aldzniq (Arzanene) que fou més tard l'emirat d'Arzèn. A l'oest tenia Neferkert, modern Mayyafariquin (antiga Martiriòpolis) i Amida (Diyarbakir), i a l'est el Reixtunik (al sud del llac Van), el mateix llac i el Mardastan. La part nord del Llac Van, que formava part del Taron històric, va passar als àrabs i a Manazkert es va establir la dinastia qaysita, que vers el 900 dominava també als emirs locals de Khelat, Ardjesh, Berkri i Nakhichevan. Hi havia possessions de nakharark Mamiconis i Paulaní i probablement alguna altra.
Aquest territori va formar part dels dominis del príncep Asoci IV Bagratuní i va correspondre al seu fill Bagrat I Bagratuní en el repartiment després del 826. A Bagrat I, fet presoner pels musulmans, va seguir el despotic govern del ostikan Yusuf ben Abu Said ben Marwazi que va provocar la rebel·lió de la regió el 852, sufocada per Bogha al-Khabir. A Bagrat el va poder succeir el 858 el seu fill Asoci de Taron. El 863 fou ocupat en part per Gurguèn de Mardastan, però Asoci el va mantenir fins al 878 en què fou usurpat pel seu germà David Arqaik (casat amb Maria Arzerúnia, príncesa de Vaspurakan), que el va conservar fins a la seva mort el 895.
El 895 va morir David i el poder va passar al seu nebot Gurguèn, fill d'Asoci de Taron, en circumstàncies poc clares, ja que Asoci fill de David, casat amb una neta del rei Asoci I el gran, filla de Shahpuh, també apareix com a príncep, però finalment es va exiliar i establir a Constantinoble.
Gurguèn va morir en la lluita contra l'emir de Diyar Bakr, Ahmed ben Isa ben Shaikh al-Shaybani que va annexar Taron el 897. El rei d'Armènia Simbaci I el Màrtir va demanar a l'emir de retornar el país a l'hereu legítim Asoci, fill de David Arkaiq però l'emir s'hi va negar. Els armenis van atacar el país però foren derrotats prop de Thukh (898). Però poc després va morir l'emir i llavors la dinastia local va recuperar el poder sense lluita.
La dinastia estava representada per Gregorigos, fill de Thornik (germà petit de David Arkaiq), que es creu que va derrotar Asoci el pretendent i el va empresonar. Perquè Asoci no fos lliurat als àrabs, el rei armeni va demanar la mediació de l'emperador Lleó VI que va enviar com a negociador a protoespatari Constantí fill de Lips. Es va assegurar que Asoci no seria lliurat als àrabs i Constantí es va emportar com a ostatge un altre Asoci, fill de Grigorigos (Krikorikos en grec). El jove Asoci va rebre a Constantinoble el títol de protoespatari i se'l va deixar tornar aviat al Taron. El germà de Grigorigos, Aponagem, fou enviat com a ostatge a la cort romana d'Orient i també fou nomenat protoespatari. Llavors Grigorigos va anar a la cort romana d'Orient i fou nomenat magistros i estrateg de Taron i se li va donar un palau a la capital i una renda, però el taronita el va canviar per un domini a la província de Keltzene. De tornada al Taron, Aponagem va tornar a la cort romana d'Orient i fou nomenat patrici i es va casar amb la filla de l'ambaixador protopastari Constantí. Més tard Asoci el jove va tornar a la cort i fou nomenat també patrici de Taron.
Grigorigos va morir el 923 i el país es va repartir entre els seus dos fills Bagarat-Pankratios i Asoci, d'una banda, i els nebots Thornik, Vahan i Simbaci, fills d'Apoganem. Thornik fou el primer a anar a Constantinoble on va rebre el títol de patrici. El va seguir Bagarat-Pankratios que va rebre el títol de patrici i estrateg de Taron i li va donar la mà d'una princesa imperial, filla del magistros Teofilactos. Les dos branques estaven en disputa per la possessió de Keltzene, que finalment l'emperador va atribuir a Bagarat-Pankratios. Thornik, de resultes d'unes ofenses, va demanar la mediació de l'emperador que va enviar al comissari imperial Krinites, però abans d'arribar Thornik va morir deixant la seva part del principat a l'imperi. (vers 938). Krinites volia llavors annexar Taron però l'altra branca va fer apel·lació a l'emperador, que els va deixar (tot el Taron probablement) mitjançant la cessió d'Olnut.
Bagarat Pankratios va morir vers 940. El seu germà Asoci el va succeir i fou nomenat (abans del 944) protoespatari de Taron per l'emperador Romà I Lecapè. Asoci va morir el 966 o 967. Va deixar dos fills: Gregori i Bagrat-Pancraci, però els romans d'Orient van annexionar el país (968) segons l'historiador Cedrè per cessió voluntària, a canvi del patriciat i un domini molt fèrtil. Gregori va rebre el títol de magistros. Els prínceps van conservar també alguns dominis al mateix Taron. El Taron fou incorporat a una unitat administrativa amb el Derdjan (Derxene) sota un protopastari (càrrec que ocupava un tal Lleó el 975). Des del Taron els romans d'Orient no van tardar a conquerir l'emirat Qaysita (vers 969), conquesta feta per Bardes Focas, que va destruir les muralles de la capital. Vers el 976 els prínceps bagràtides de Taron, contraris de fet a l'annexió, van donar suport a la rebel·lió de Bardes Escler, junt amb el príncep de Mokq, un tal Zaphanik, però com que Escler fou derrotat el 978, aquest dominis van restar possessió romana d'Orient.
Els Sikluni foren una família de nakharark (nobles) d'Armènia amb feu hereditari al districte del Taron.

## Llista de prínceps bagràtides de Taron[4]
- Bagrat I Bagratuní 830-851
- Asoci de Taron (fill) 851
- Domini àrab 851-858
- Asoci de Taron 858-878 (restaurat)
- David Arqaik (germà) 878-895[5]
- Gurguèn de Taron (fill d'Asoci de Taron) 895-897
- Asoci Arqaik (fill de David Arqaik) 895-896
- Als xaibànides de Diyar Bakr 897-898
- Gregori I de Taron, mestre i estrateg de Taron i nakharar de Keltzene, fill de Thornik (germa de David Arqaik) 898-923
- Apoganem, protoespatari de Taron (germà) 898
- Bagrat o Bagarat (Pancraci) (fill de Gregori I) a Keltzene 923-940
- Romà (fill associat)
- Asoci III de Taron (germà de Bagarat) 940-966 o 967
- Gregori II de Taron (fill) a Keltzene 966 o 967-968
- Bagrat III de Taron (Pancraci) 966 o 967-968 (germà, associat)
- Thornik (fill d'Apoganem) a una part de Taron vers 923-938.
- Baanes (germà, associat) 923-?
- Simbaci (germà, associat) 923-?
- Annexió a l'Imperi Romà d'Orient 968